# Chapelle Sainte-Agathe de Liège
Pour les articles homonymes, voir Chapelle Sainte-Agathe.
La chapelle Sainte-Agathe appelée aussi chapelle de l'hôpital Sainte-Agathe est un ancien édifice religieux catholique construit en 1663 et situé rue Saint-Laurent à Liège. 

## Chronologie
Cette chapelle faisait partie intégrante du couvent Sainte-Agathe qui fut fondé en 1634. La chapelle attenante est érigée en 1663. Les Sépulcrines quittent le couvent en 1794. Devenu propriété des hospices civils avec une fonction d'hôpital puis de l'Assistance publique et du CPAS de Liège, l'ensemble qui était à l'abandon, a été réaffecté par le groupe Lampiris, nouveau propriétaire. La chapelle est transformée en cafétéria, salle de réunion suspendue et en bureaux en 2019. Elle est reprise sur la liste du patrimoine immobilier classé de Liège depuis 1977.

## Situation
La chapelle se situe au no 56 de la rue Saint-Laurent, une artère située dans le quartier Saint-Laurent.

## Description
Bâtie principalement en brique, la chapelle mesure environ 25 m sur 12 m. Elle compte une seule nef de quatre travées, un chevet à cinq pans coupés et un clocheton carré. Le rez-de-chaussée de la façade est construit en pierre calcaire et percé d'un portail cintré surmonté par un fronton courbe aux armoiries de la famille de Beeckman. Le pignon de cette façade possède un oculus.